# Santo & Johnny
Santo & Johnny è stato un duo di chitarristi, formato dai fratelli newyorkesi di origini italiane Santo (24 ottobre 1937) e Johnny Farina (30 aprile 1941); il loro caratteristico sound era dovuto all'uso della console steel guitar e della lap steel guitar (anche detta "chitarra hawaiana"), utilizzate da Santo.

## Storia
Il loro primo 45 giri, Sleep Walk (pubblicato il 17 agosto 1959), era un brano strumentale composto da loro stessi con l'aiuto della madre Ann Farina, che riscosse un notevole successo balzando al primo posto delle classifiche statunitensi Billboard Hot 100 per due settimane. 
Ad esso fecero seguito altri singoli e numerosi album che raccoglievano soprattutto brani easy listening e colonne sonore.
Furono molto popolari, durante gli anni sessanta e settanta, anche in Italia dove, prodotti da Paolo Zavallone (noto anche come El Pasador), registrarono molti dischi e guadagnarono il disco d'oro per la loro versione della colonna sonora del film Il padrino (1972). Questo brano rimane il più celebre del loro repertorio.
Il duo si sciolse nel 1976, ma Santo Farina ha continuato per anni a esibirsi come solista e ad incidere dischi. Santo suonava la steel guitar e Johnny la chitarra ritmica.

## Discografia

### Album
- 1959 - Santo & Johnny (Canadian-American Records, CALP/SCALP-1001)
- 1960 - Encore (Canadian-American Records, CALP/SCALP-1002)
- 1961 - Hawaii (Canadian-American Records, CALP/SCALP-1004)
- 1962 - Come on In... (Canadian-American Records, CALP/SCALP-1006)
- 1962 - Around the World...with Santo & Johnny (Canadian-American Records, CALP/SCALP-1008)
- 1963 - Off Shore (Canadian-American Records, CALP/SCALP-1011)
- 1964 - In the Still of the Night (Canadian-American Records, CALP/SCALP-1014)
- 1964 - Wish You Love (Canadian-American Records, CALP/SCALP-1016)
- 1964 - The Beatles Greatest Hits Played by Santo & Johnny (Canadian-American Records, CALP/SCALP-1017)
- 1965 - Mucho (Canadian-American Records, CALP/SCALP-1018)
- 1965 - Pulcinella (Canadian-American Records, CAN.LP 74 S) pubblicato in Italia
- 1966 - Mona Lisa (Canadian-American Records, CAN.LP 75 S) pubblicato in Italia
- 1967 - Noi saremo insieme ancora (We'll Be Together Again) (Canadian-American Records, CAN.LP 76 S) pubblicato in Italia
- 1967 - Se è vero amore (Canadian-American Records, CAN.LP 77 S) pubblicato in Italia
- 1967 - Brilliant Guitar Sounds (Imperial Records, LP-9363/LP-12363)
- 1968 - Golden Guitars (Imperial Records, LP-12366)
- 1968 - On the Road Again (Imperial Records, LP-12418)
- 1969 - The Best That Could Happen (Imperial Records, LP-12435)
- 1970 - Tenderly (Produttori Associati - serie Canadian-American, PA/CAN LPS 701) pubblicato in Italia
- 1970 - Io per lei (Produttori Associati - serie Canadian-American, PA/CAN LPS 702) pubblicato in Italia
- 1970 - Le canzoni del mare (Produttori Associati - serie Canadian-American, PA/CAN LPS 703) pubblicato in Italia
- 1970 - Maria Elena (Produttori Associati - serie Canadian-American, PA/CAN LPS 704) pubblicato in Italia
- 1970 - Hush (Produttori Associati - serie Canadian-American, PA/CAN LPS 705) pubblicato in Italia
- 1971 - Dolci sogni (Canadian-American Records, CAN/LP 71S) pubblicato in Italia
- 1971 - Guide to Love (Produttori Associati - serie Canadian-American, PA/CAN LPS 706) pubblicato in Italia
- 1971 - Memories (Produttori Associati - serie Canadian-American, PA/CAN LPS 707) pubblicato in Italia
- 1971 - Adagio by Santo & Johnny (Produttori Associati - serie Canadian-American, PA/CAN LPS 708) pubblicato in Italia
- 1972 - Classics by Santo & Johnny (Produttori Associati - serie Canadian-American, PA/CAN LPS 709) pubblicato in Italia
- 1972 - Famosi temi da Films (Produttori Associati - serie Canadian-American, PA/CAN LPS 710) pubblicato in Italia
- 1973 - 711 (Produttori Associati - serie Canadian-American, PA/CAN LP 711) pubblicato in Italia
- 1974 - Dance Dance Dance (Produttori Associati - serie Canadian-American, PA/CAN LP 712) pubblicato in Italia
- 1975 - Disco d'oro (Produttori Associati - serie Canadian-American, PA/CAN LP 713) pubblicato in Italia
- 1976 - Santo & Johnny (Produttori Associati - serie Canadian-American, PA/CAN LP 714) pubblicato in Italia
- 1977 - Santo & Johnny (Produttori Associati - serie Canadian-American, PA/CAN LP 715) pubblicato in Italia

### Singoli
- Sleep Walk/All Night Diner - 1959
- Dream/Tenderly - 1959
- Blue Moon/Summertime - 1959
- Over the Rainbow/Harbor Lights - 1960
- Hop Scotch/Sea Shells - 1960
- Twistin' Bells/Bullseye! - 1960
- Theme from "Come September"/The Long Walk Home - 1961
- Venus/Deep purple - 1961
- Spanish Harlem/Stage to Cimarron - 1962
- Step Aside/Three Caballeros - 1963
- L'organino/Roma - 1963
- Dolci sogni/Una notte vicino al mare - 1963
- Ebb Tide/The Enchanted Sea - 1964
- A Hard Day's Night/Do You Want to Know a Secret - 1964
- She Loves You/And I Love Her - 1964
- Goldfinger/I Left My Heart in San Francisco - 1965
- I Wish You Love/Montecarlo - 1965
- The Breeze and I/Sugar Song - 1965
- Off Shore/Stranger on the Shore - 1965
- Thunderball/Mister Kiss Kiss Bang Bang - 1965
- You Belong to My Heart (Voglio amarti così)/Anema e core - 1965
- Pulcinella/Me so' 'mbriacato 'e sole - 1965
- Mona Lisa/Lisa (All Alone) - 1967
- Michelle/Tender is the Night - 1967
- Strangers in the Night/Girl - 1968
- Maria, Maria/Ruby - 1968
- Canta ragazzina/Spanish Eyes - 1968
- Torna a Surriento/'Nu quarto 'e luna - 1968
- You Only Live Twice/Se è vero amore - 1968
- Vivere per vivere/Rossana - 1968
- Bianco Natale/Perdonami - 1968
- Help Me/Days of Wine and Roses - 1968
- Scandalo al sole/Only You - 1968
- Love Is Blue/Hello Goodbye - 1968
- Io per lei/Out of My Head - 1969
- Hey Jude/Monja - 1969
- Good Bye/White Bench in the Rain - 1969
- Tris - 1969
- Isadora/Street of Dark Flowers - 1969
- Midnight Cowboy/Wight Is Wight - 1970
- Indian Love Call/Release Me - 1970
- Love Story/When We Grow Up - 1971
- Adagio (Albinoni-Giazotto)/Adagio (Marcello) - 1971
- Il padrino (The Godfather)/Ciaikovskiana - 1972
- Tema d'amore (Liszt)/Mozartiana - 1972
- Ultimo tango a Parigi/I Know - 1973
- Vivi e lascia morire (007 Live and Let Die)/Lonely Guitar - 1973
- Piedone lo sbirro (Flat Feet)/Moon Dog - 1973
- Papillon/Rag Man - 1974
- La canzone di Orlando/Am I Blue - 1975
- Senza perdono/Come Back Soldiers - 1975
- Feelings/Senza età - 1975
- The Veil/Nuovo mondo - 1976
- Gay/Long Island Sound - 1977